# Consiglio dei cinque reggenti

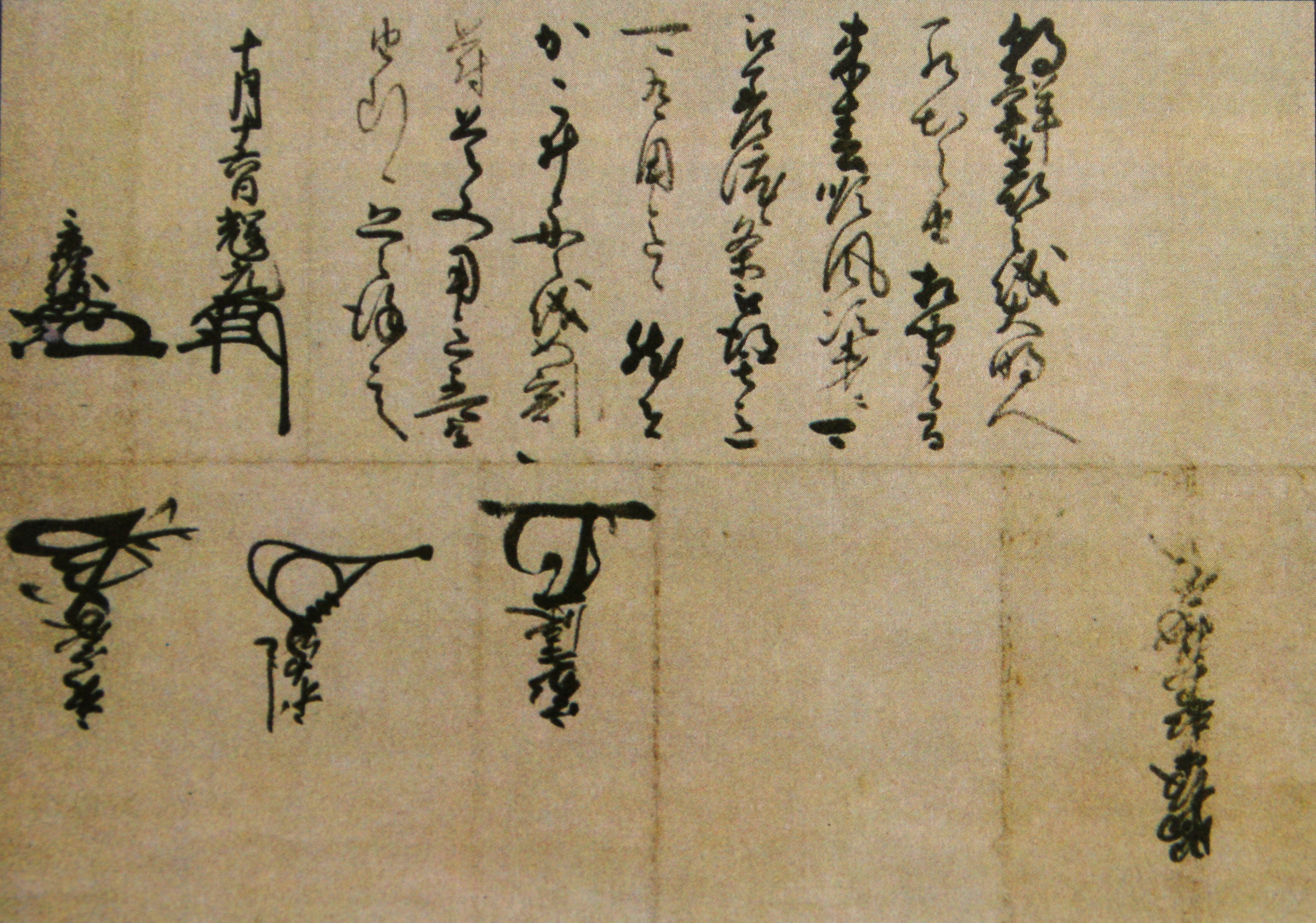
Kaō dei cinque reggenti. Parte superiore, da sinistra verso destra: Uesugi Kagekatsu e Mōri Terumoto. Nella parte inferiore: Ukita Hideie, Maeda Toshiie e Tokugawa Ieyasu. I kanji nella parte inferiore sono sottosopra.

Il Consiglio dei cinque reggenti (五大老?, Go-tairō) venne formato nel 1595 in punto di morte da Toyotomi Hideyoshi per governare il Giappone nel nome di suo figlio, Toyotomi Hideyori (il quale aveva solo cinque anni), fino a che questi non avesse raggiunto la maggiore età. Hideyoshi scelse i suoi più potenti daimyō: Ukita Hideie, Maeda Toshiie, Uesugi Kagekatsu, Mōri Terumoto, e il famoso Tokugawa Ieyasu. (Kobayakawa Takakage avrebbe dovuto essere anch'esso un reggente, ma morì prima di Hideyoshi stesso).
Di seguito i valori delle terre dei cinque reggenti, espressi in koku:
| Daimyō           | Kokudaka  |
| ---------------- | --------- |
| Tokugawa Ieyasu  | 2,500,000 |
| Mōri Terumoto    | 1,200,000 |
| Uesugi Kagekatsu | 1,200,000 |
| Maeda Toshiie    | 800,000   |
| Ukita Hideie     | 580,000   |

Hideyoshi sperava che i membri del consiglio si sarebbero bilanciati a vicenda, impedendo a uno solo di essi di prendere il controllo. Le cose però non andarono così: quasi immediatamente dopo la sua morte nel 1598 i reggenti si divisero rapidamente in due fazioni: 'Tokugawa' contro 'tutti gli altri'. La guerra non scoppiò fino a metà dell'anno 1600 e terminò quello stesso anno con la battaglia di Sekigahara, instaurando una pace instabile che lasciò Hideyori vivo e al controllo del Castello di Osaka, ma Tokugawa Ieyasu padrone del Giappone. Hideyori fu attaccato e sconfitto da Tokugawa nell'assedio di Osaka e commise seppuku nel 1615.

## Galleria d'immagini

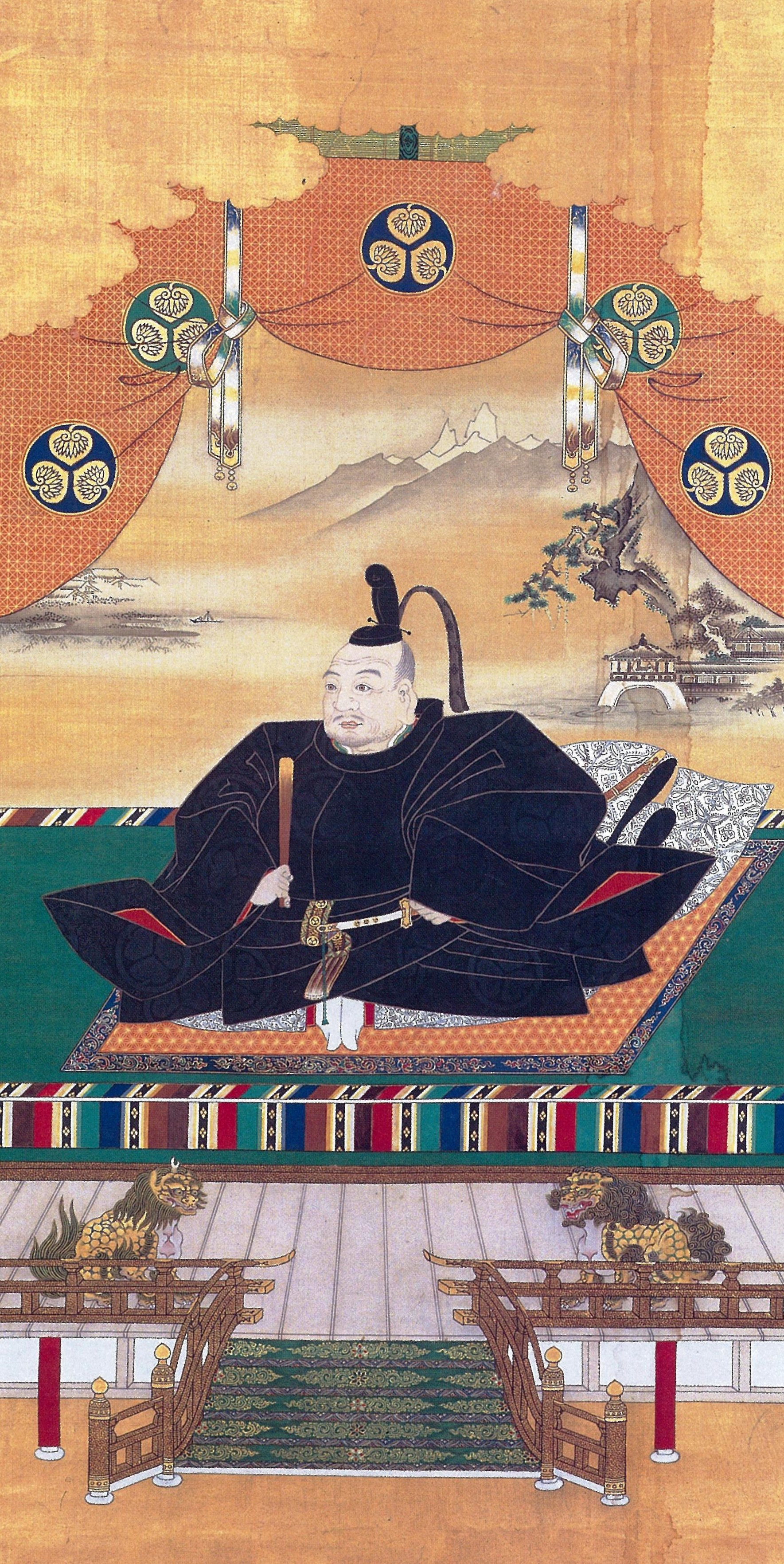
Tokugawa Ieyasu
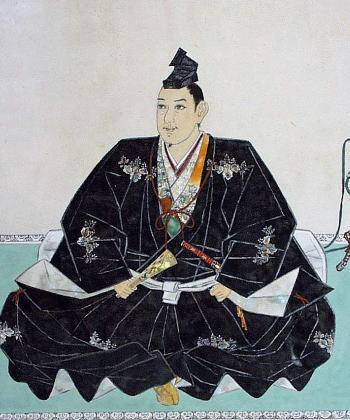
Ukita Hideie
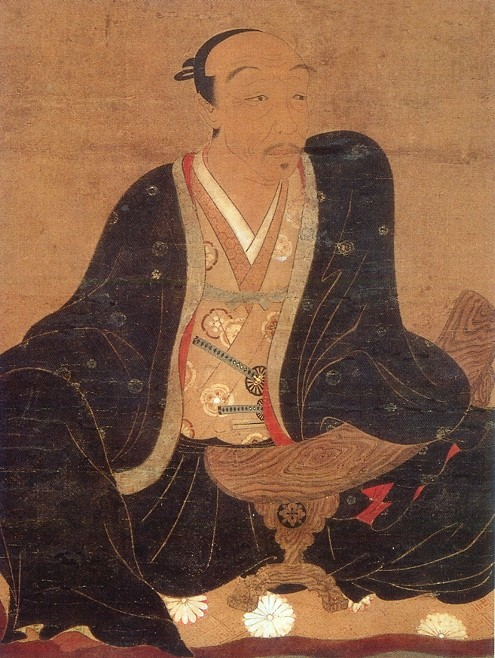
Maeda Toshiie
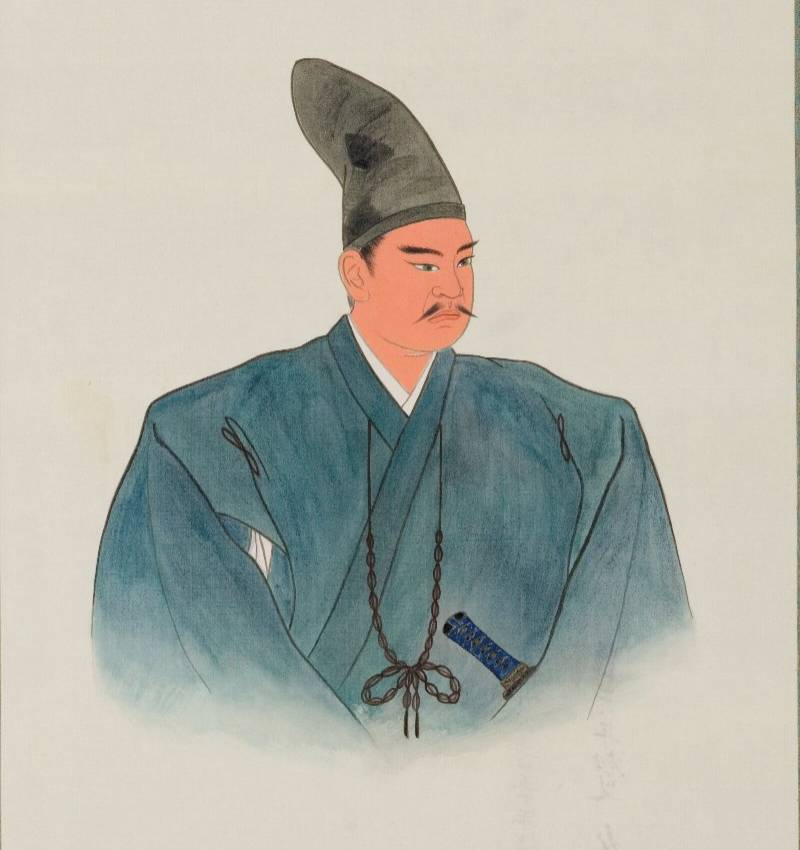
Uesugi Kagekatsu
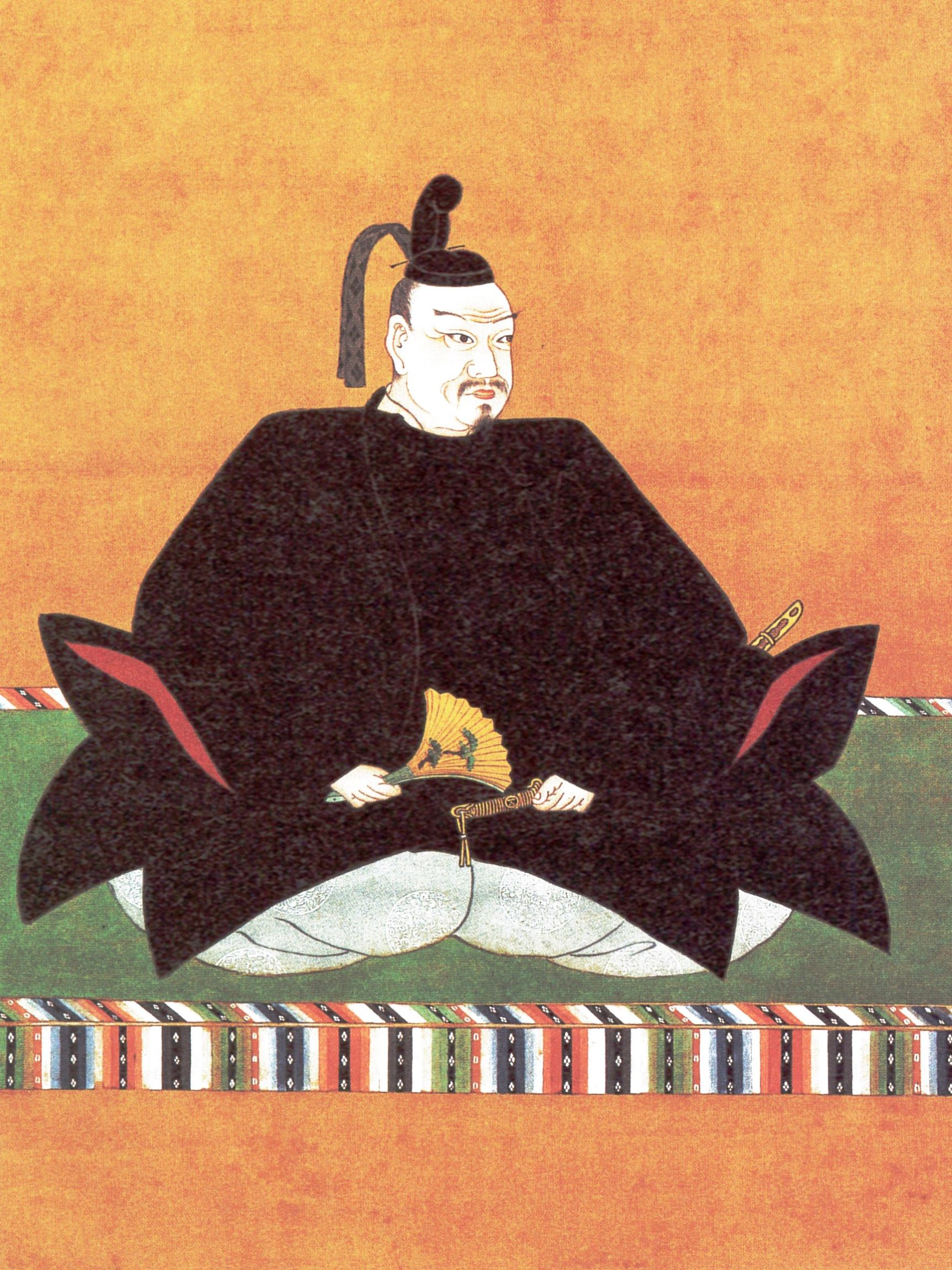
Mōri Terumoto
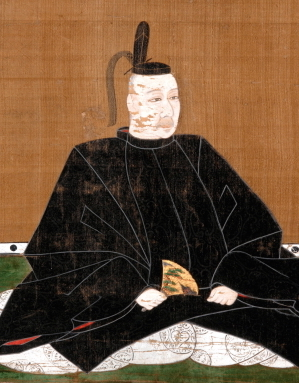
Kobayakawa Takakage